# Gualtiero Adami
Gualtiero Adami (Pomarolo, 1878 – Trento, 6 agosto 1971) è stato un ingegnere e funzionario italiano.

## Biografia
Allievo della Scuola Reale Elisabettina, laureato all'Università tecnica di Vienna nel 1901, entrò a far parte dell'amministrazione dell'impero austro-ungarico. Fu incaricato del rifacimento esecutivo del progetto della strada Livinallongo-Passo Falzarego e della Pocol-Cortina d'Ampezzo della grande Strada statale 48 delle Dolomiti che fu poi ultimata nel 1909.
Nel biennio 1912-13 collaborò con il Touring Club Italiano nella redazione della nuova Carta d'Italia per gli aggiornamenti del territorio trentino.
Dopo la fine della prima guerra mondiale lavorò presso la Direzione generale dell'Opera ricostruttiva per i danni recati dal conflitto. Divenne segretario del Governatore Civile con l'incarico di coordinare le attività edilizie mirate alla riedificazione di case, chiese, ponti, strade e abitati danneggiati o distrutti durante la guerra. In quel periodo realizzò la Gardesana Orientale, tragitto trentino, portato a termine alla fine del 1928.
Altra importante opera progettata e realizzata fu la strada delle Palade, completata nel 1935. Primo ingegnere a capo del Genio Civile di Trento dal 1928 al pensionamento, Adami si adoperò in particolare per la tutela paesaggistica dell'alto Lago di Garda.